# La Haye-Pesnel
La Haye-Pesnel è un comune francese di 1 388 abitanti situato nel dipartimento della Manica nella regione della Normandia.

## Società

### Evoluzione demografica
Abitanti censiti